# Зеравшанская долина
Зеравша́нская (Зарафша́нская) долина (узб. Zarafshon vodiysi; тадж. Водии Зарафшон) — самая крупная межгорная впадина Центральной Азии, длина которой равняется длине реки Зеравшан (877 км).
Расположена между Туркестанским хребтом на севере и Зеравшанским хребтом на юге, а также занимает северный склон Гиссарского хребта.
В территориальном отношении, её горная часть (верховье Зеравшана) входит в состав Пенджикентского района с запада, Айнинского района в центре и Горно-Матчинского района с востока. Все районы относятся к южной части Согдийской области Таджикистана.
В долине расположены древнейшие города, такие как Самарканд, Бухара (Узбекистан) и Пенджикент (Таджикистан).

## Климат
Климат Зеравшанской долины является субтропическим внутриконтинентальным, с жарким летом при умеренно холодной зиме. Среднегодовая температура в равнинной части долины составляет +18,0 °C, в горной части 12,7 °C. Средняя температура января на равнине равна —1,1 °C, а в горной части —3,5 °C. Средняя температура июля на равнине составляет +29,0 °C, а в горной части +20,0 °C. Абсолютный минимум температуры составил —35 °C, абсолютный температурный максимум +57 °C. В среднем на территории долины выпадает от 114 до 400 мм осадков за год, увеличиваясь с запада на восток. Основная часть осадков выпадает весной и осенью. Вегетационный период длится 215—220 дней.

## Гидрография
Главной и самой крупной рекой Зеравшанской долины является Зеравшан (Зарафшан), длина которой составляет 877 км.